# Đồi 61
Đồi 61 là một xã thuộc huyện Trảng Bom, tỉnh Đồng Nai, Việt Nam.

## Địa lý
Xã Đồi 61 nằm ở trung tâm huyện Trảng Bom, có vị trí địa lý:
- Phía đông giáp xã Tây Hòa và xã Trung Hòa
- Phía tây giáp xã Quảng Tiến và xã Giang Điền
- Phía nam giáp xã An Viễn
- Phía bắc giáp thị trấn Trảng Bom và xã Sông Trầu.

Xã Đồi 61 có diện tích là 25,73 km², dân số năm 2019 là 11.410 người, mật độ dân số đạt 444 người/km².

## Lịch sử
Xã Đồi 61 được thành lập vào năm 1975, là một trong ba xã thuộc vùng kinh tế mới ven sông Buông của huyện Thống Nhất lúc bấy giờ. Năm 1994, một phần diện tích và dân số của xã Trảng Bom 1 vừa giải thể (bao gồm ấp Vườn Ngô cũng như toàn bộ diện tích phía nam Quốc lộ 1) được sáp nhập vào xã Đồi 61.
Năm 2003, huyện Thống Nhất chia tách thành hai huyện Thống Nhất và Trảng Bom, xã Đồi 61 thuộc huyện Trảng Bom như hiện nay.
Ngày 27 tháng 5 năm 2019, Bộ Xây dựng ban hành Quyết định số 447/QĐ-BXD công nhận thị trấn Trảng Bom mở rộng (gồm thị trấn Trảng Bom và một phần các xã: Đồi 61, Sông Trầu, Quảng Tiến) là đô thị loại IV.

## Hành chính
Xã Đồi 61 được chia thành 4 ấp: Tân Phát, Tân Đạt, Tân Hưng & Tân Thịnh.